# Diocese de Maura
A Diocese de Maura (em latim: Dioecesis Maurensis) é um bispado da Igreja Católica Romana.
A sede eclesiástica da diocese ficava localizada no território do antigo Império Romano, no Norte de África; a região era habitada por Berberes que tinham civita (ou cidadania romana), na província romana da Mauritânia Cesariense. Não se sabe ao certo a localização exata da antiga cidade de Maura, embora seja presumivelmente identificada como as ruínas de Duel-Zerga, localizada na atual Argélia. A vetusta cidade floresceu na Antiguidade Tardia, mas não durou muito depois da conquista muçulmana do Magrebe.
Até 1882, essa diocese, junta com outras, foi marcada pela expressão latina in partibus infidelium, frequentemente abreviado para in partibus, ou i.p.i., significando "nas terras dos infiéis" ou dos "não crentes".
Em 1937, o brasileiro Carlos Duarte Costa renunciou ao cargo de bispo da Diocese de Botucatu, mantendo o de Bispo Emérito de Botucatu e recebendo a partir de então o simbólico título de Bispo de Maura. Carlos Duarte, mais tarde, após divergências com a Igreja Católica Romana, em 1945, erigiu a Igreja Católica Apostólica Brasileira sem comunhão com Roma.
Não há bispos antigos conhecidos associados à diocese. Maura foi uma das várias cividades para as quais o papel do bispo estava vago em 484. Hoje, sobrevive como uma Sé titular, ou seja, um bispado titular da Igreja Católica. O atual titular do bispado é Enzo Tenci, ex- bispo auxiliar de Roma.